# Warburgův efekt (onkologie)
Warburgův efekt je jev objevený německým biochemikem Otto H. Warburgem. Zjistil, že nádorové buňky v metabolismu glukózy preferují glykolýzu před aerobní částí buněčného dýchání, a to i v aerobních podmínkách. Konečným produktem metabolismu glukózy u nádorových buněk je kyselina mléčná. Warburg toto zjištění interpretoval tak, že primární příčinou tohoto jevu, jakož i nádorového bujení je mitochondriální porucha metabolismu. I když je v dnešní době známo, že příčinou nádorové transformace jsou většinou mutace v jaderném genomu, mitochondriální poruchy jsou velmi často v nádorových buňkách přítomny a považují se za jeden ze charakteristických znaků nádorových buněk. Mohou tedy hrát klíčovou roli v dalším vývoji nádoru.

## Warburgův výzkum
Ve dvacátých letech minulého století pozoroval Otto H. Warburg se svým týmem fakt, že při omezení kyslíku a glukózy se sníží množství energie v nádorových buňkách, což vede k jejich smrti.
Biochemik Herbert Grace Crabtree zjistil, že kvasinky Saccharomyces cerevisiae metabolizují glukózu pouze pomocí glykolýzy (za vzniku ethanolu), a to i v aerobních podmínkách, ovšem pokud mají glukózy dostatek.
Warburg v případě nádorových buněk vypozoroval podobný fenomén - nádorové buňky v aerobních podmínkách metabolizují glukózu glykolyticky - a tak tento jev pojmenoval aerobní glykolýza (později byl tento jev v onkologii pojmenován Warburgův efekt).
Warburg také v roce 1924 formuloval hypotézu. Ta říká, že příčinou a vůdčím mechanismem nádorových onemocnění je porucha buněčného metabolismu na úrovni mitochondrií. Tím se významným způsobem odlišují od zdravých buněk, u kterých ve většině případů převažuje aerobní glykolýza.

## Mechanismus
Metabolismus glukózy v buňce zahrnuje anaerobní a aerobní fázi. Při anaerobní fázi je glukóza štěpena bez účasti kyslíku až na kyselinu pyrohroznovou (pyruvát) za zisku poměrně malého množství energie. Kyselina pyrohroznová může být přeměněna na kyselinu mléčnou, ta je jako odpadní produkt vyloučena z buňky. Aerobní fáze, neboli buněčné dýchání, se odehrává v mitochondriích a její vstupní látkou je právě kyselina pyrohroznová. Ta je štěpena na zbytky kyseliny octové ve formě acetylkoenzymu A, ten je v Krebsově cyklu za spotřeby kyslíku přeměňován na sloučeniny, které jsou dále využity v dýchacím řetězci, jehož činností vzniká protonový gradient pohánějící syntézu ATP.
V rámci Warburgova efektu převažuje u nádorových buněk i v prostředí s dostatkem kyslíku anaerobní fáze metabolismu, tedy glykolýza, a tak je většina glukózy přeměněna na kyselinu mléčnou a vyloučena z buňky. To se projevuje metabolickými změnami na úrovni celého organismu; na úrovni nádoru to znamená především výrazný nárůst spotřeby glukózy, protože produkce energie anaerobní fází je velmi malá, a zvýšení acidity mikroprostředí nádoru.

## Využití Warburgova efektu

### Diagnostické využití
Warburgův efekt je spojený s tím, že nádorové buňky obvykle významným způsobem akumulují glukózu. Pokud je podána látka chovající se jako glukóza, např. fluordeoxyglukóza značená beta+ zářičem 18F, je možné detekovat i poměrně malé nádory pomocí metody pozitronové emisní tomografie (PET). Je ovšem nutno poznamenat, že Warburgův efekt se nevyskytuje u všech nádorů, takže PET nemusí některé nádory zobrazit. Obvykle se to týká nádorů rostoucích poměrně pomalu a vyznačujících se málo intenzivním metabolismem.

### Terapeutické využití
Vzhledem k převažující anaerobní glykolýze se nabízí její blokování jako možný terapeutický cíl. V současnosti existuje řada látek blokujících vstup glukózy do buňky, blokujících glykolýzu nebo pentózový cyklus (alternativní způsob přeměny glukózy), aktivujících aerobní glykolýzu nebo modifikujících funkci proteinů regulujících metabolismus glukózy. Tento postup má potenciál poškozovat nedostatkem energie především nádorové buňky, protože většina nenádorových buněk je schopna díky funkčním mitochontriím získávat energii i metabolickým zpracováním tuků a ketolátek.

## Příčiny
Možnými příčinami Warburgova efektu, které jsou obvykle zahrnuty různou měrou u všech nádorů, jsou:
- adaptace nádorových buněk na nedostatek kyslíku v nádorových buňkách
- selektivní výhoda nádorových buněk

### Adaptace na nedostatek kyslíku
Nádory obvykle rostou mnohem rychleji, než jak rychle do nich vrůstají novotvořené cévy. Z toho důvodu je většina nádorových buněk vystavena trvalému nedostatku kyslíku a převaha anaerobní glykolýzy je metabolickou nutností.

### Selektivní výhoda
Mitochondrie, ve kterých probíhá aerobní fáze glykolýzy, představují zároveň klíčový prvek regulace apoptózy. Nádorové buňky, které vlivem náhodných mutací ztrácejí mitochondrie, získávají vyšší odolnost proti apoptotickým signálům imunitního systému.

## Warburgův efekt ve zdravých buňkách
Aktivované T lymfocyty vyžadují mnohonásobně více energie než klidové. Tato energie je využita především k buněčné proliferaci, diferenciaci a různým efektorovým funkcím (například produkce cytokinů). Proto je při aktivaci T lymfocytu nezbytné značné zvýšení jeho metabolismu. Buňka tedy aktivuje rychlé využívání glukózy, které je v periferní krvi dostatek, přičemž klíčovou roli hraje koreceptor CD28. Signalizace z něj vede ke zvýšení exprese a povrchového vystavení glukózového transporteru 1 (Glut-1), podobně jako v případě signalizace z inzulinového receptoru. Nicméně signalizace z CD28 vede nejen ke zvýšení příjmu glukózy, ale i k vyšší míře glykolýzy a snížení oxidativní fosforylace. Většina glukózy přijaté T lymfocytem je tak metabolizována na laktát. Závěrem, aktivované T lymfocyty tedy vykazují zvýšený příjem glukózy a preferují glykolýzu oproti oxidativní fosforylaci i v aerobním prostředí krve. Tyto poznatky naznačují, že Warburgův efekt je spíše fyziologickým fenoménem než unikátem nádorových buněk.